# نوكس شاندلير
نوكس شاندلير (بالإنجليزية: Knox Chandler)‏ هو عازف تشيلو وعازف قيثارة وموسيقي أمريكي، ولد في 20 يوليو 1954 في كنتاكي في الولايات المتحدة.

## وصلات خارجية
- نوكس شاندلير على موقع IMDb (الإنجليزية)
- نوكس شاندلير على موقع ميوزك برينز (الإنجليزية)
- نوكس شاندلير على موقع أول ميوزيك (الإنجليزية)
- نوكس شاندلير على موقع ديسكوغز (الإنجليزية)